# Michaëlle Jean

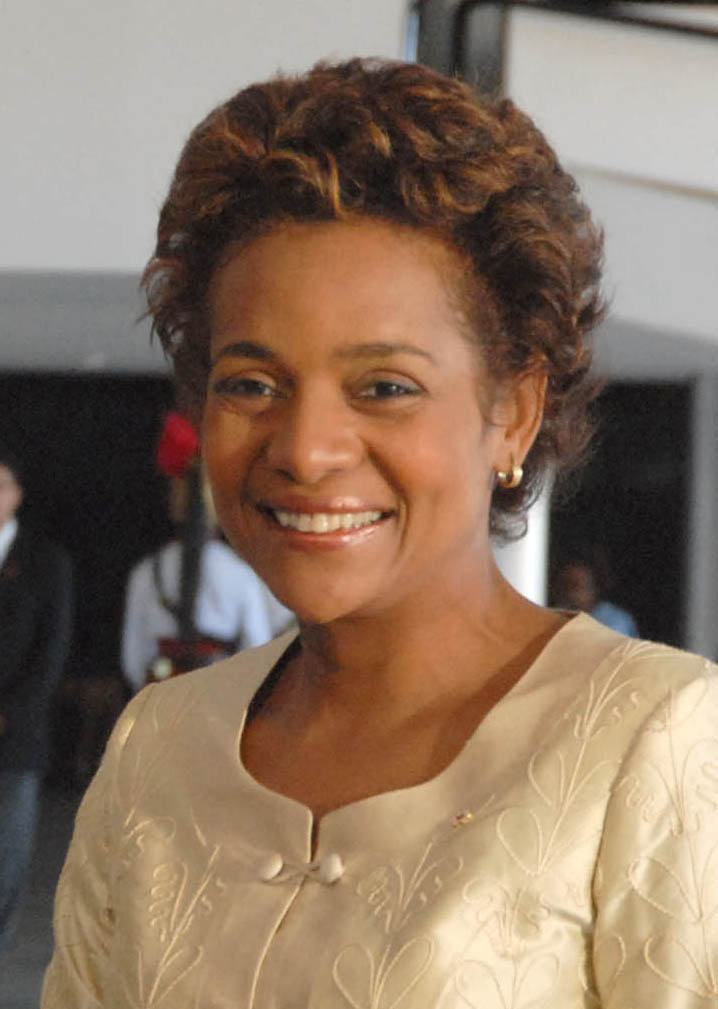
Michaëlle Jean im Juli 2007

Unterschrift von Michaëlle Jean

Michaëlle Jean, CC (mika.ɛl ʒɑ̃; * 6. September 1957 in Port-au-Prince, Haiti) ist eine kanadische Journalistin. Vom 27. September 2005 bis zum 30. September 2010 war sie die 27. Generalgouverneurin von Kanada. In dieser Funktion war sie Stellvertreterin des kanadischen Monarchen, Königin Elisabeth II. sowie von Amts wegen Oberkommandierende der kanadischen Streitkräfte.
Geboren und aufgewachsen ist Jean in Haiti, zusammen mit ihren Eltern kam sie 1968 als Flüchtling nach Kanada. Nach dem Studium arbeitete sie als Journalistin und Moderatorin bei CBC/Radio-Canada. Darüber hinaus engagierte sie sich stark für private Hilfsorganisationen, insbesondere im Bereich der häuslichen Gewalt. Auf Vorschlag von Premierminister Paul Martin wurde sie von der Königin zur ersten afrokanadischen Generalgouverneurin in der Geschichte Kanadas ernannt. Seit dem Ende ihrer Amtszeit ist Jean als Sonderbotschafterin der UNESCO für Haiti tätig. Von 2014 bis 2018 war sie zudem Generalsekretärin der Organisation der Frankophonie (OIF).

## Jugend, Studium und Beruf
Jean wurde in der haitianischen Stadt Port-au-Prince geboren. Dort verbrachte sie die Winter, während sie im Sommer und an Wochenenden in Jacmel, der Heimat ihrer Mutter, lebte. 1968 floh Jeans Familie aus Haiti, um dem Regime von Diktator François Duvalier zu entkommen. Ihr Vater, ein Philosophieprofessor und Schuldirektor, war mehrmals inhaftiert und gefoltert worden. Nach der Ankunft in Kanada lebte die Familie zunächst in einer Kellerwohnung in Montreal und zog später nach Thetford Mines um.
Nach dem Schulabschluss studierte Jean Italienisch, Spanisch und Literatur an der Université de Montréal. Während ihres Nachdiplomstudiums in Komparatistik unterrichtete sie von 1984 bis 1986 italienische Studenten. Sie besuchte weitere Studiengänge an der Universität Florenz, an der Universität Perugia und an der Katholischen Universität vom Heiligen Herzen in Mailand. Neben den kanadischen Amtssprachen Französisch und Englisch spricht sie fließend Spanisch, Italienisch und haitianisches Kreolisch; außerdem kann sie Portugiesisch lesen.
Während ihres von 1979 bis 1987 dauernden Studiums arbeitete Jean in einem Frauenhaus, was sie dazu inspirierte, weitere Einrichtungen dieser Art in ganz Kanada aufzubauen. Sie engagierte sich auch in Hilfsorganisationen zugunsten von Einwanderern. Später war sie auch im Beschäftigungs- und Einwanderungsministerium sowie im Kulturrat der Provinz Québec tätig, wo sie über die Erfahrungen von Immigranten zu schreiben begann. Sie heiratete den in Frankreich geborenen Filmemacher Jean-Daniel Lafond; das Paar adoptierte ein Waisenmädchen aus Jacmel.
Ab 1988 war Jean Reporterin, Dokumentarfilmerin und Moderatorin für Radio Canada. 1995 wechselte sie zum Réseau de l’information (RDI), dem Nachrichtensender von Radio Canada, wo sie mehrere weitere Sendungen moderierte. Vier Jahre später nahm sie das Moderationsangebot des englischsprachigen Nachrichtensenders CBC Newsworld an. 2004 erhielt sie eine eigene Sendung, Michaëlle. Im selben Zeitraum drehte Jean zusammen mit ihrem Ehemann mehrere Dokumentarfilme, darunter das preisgekrönte Haïti dans tous nos rêves („Haiti in allen unseren Träumen“), in dem sie unter anderem ihren Onkel, den Schriftsteller René Depestre, trifft.

## Umstrittene Ernennung zur Generalgouverneurin
Premierminister Paul Martin gab am 4. Juli 2005 bekannt, dass Königin Elisabeth II. seinen Vorschlag, Michaëlle Jean zur Generalgouverneurin zu ernennen, angenommen habe. Die Opposition und die amtierende Generalgouverneurin Adrienne Clarkson kommentierten diese Entscheidung wohlwollend. Die separatistische Zeitung Le Québécois ließ am 11. Juli verlauten, dass sie in einem noch zu veröffentlichenden Artikel die Unterstützung der Unabhängigkeit Québecs durch Jean und ihren Ehemann Lafond aufdecken werde, insbesondere Lafonds Beziehungen zu ehemaligen Mitgliedern der Terrororganisation Front de libération du Québec. Führende Politiker verlangten Auskunft über Jeans politische Einstellung. Vier Tage später stellte der Premierminister klar, dass Jean und ihr Ehemann einer gründlichen Sicherheitsüberprüfung durch die Royal Canadian Mounted Police und den Canadian Security Intelligence Service unterzogen worden seien und dass keine Bedenken bezüglich ihrer Loyalität bestünden.
Am 17. August tauchten Gerüchte auf, wonach Jean in einem Dokumentarfilm zusammen mit Québecer Separatisten zu sehen sei. Jean betonte noch am selben Tag, dass sie nie einer politischen Partei angehört habe und dass der angesprochene Dokumentarfilm gar nicht Québec betreffe, sondern Haiti. Eine weitere Kontroverse entbrannte wegen ihrer Doppelbürgerschaft (mit der Heirat war sie auch Französin geworden). Der Code civil verbietet es französischen Staatsbürgern, in anderen Staaten Positionen in Regierung oder Militär anzunehmen. Am 25. September ließ Jean verlauten, dass sie die französische Staatsbürgerschaft aufgegeben habe.

## Amtsführung als Generalgouverneurin
Jean wurde am 27. September 2005 ins Amt eingeführt. In ihrer Antrittsrede betonte sie, dass sie ihr Amt dazu nutzen werde, die Gräben zwischen anglophonen und frankophonen Kanadiern zu überwinden. Außerdem forderte sie den Schutz der Umwelt, den Schutz der Kultur vor der Globalisierung und das Ende der Marginalisierung der Jugend. War Jeans Zustimmungsrate zu Beginn ihrer Amtszeit noch relativ niedrig – eine Folge der Querelen nach der Ernennung –, so besserte sich dies mit der Zeit. Allerdings hatte sie die Angewohnheit, sich mit teils deutlichen Worten zur politischen Lage zu äußern (traditionell verhält sich der Generalgouverneur sehr zurückhaltend). Jeans erster Staatsbesuch führte sie im Februar 2006 nach Italien. Drei Monate später besuchte sie erstmals in ihrer Funktion als Repräsentantin des kanadischen Staatsoberhaupts ihre Heimat Haiti, wo sie der offiziellen Amtseinsetzung von Präsident René Préval beiwohnte und in Jacmel mit Begeisterung empfangen wurde. Aufgrund einer Schilddrüsenerkrankung musste sie 2007 während mehrerer Monate die Zahl ihrer öffentlichen Auftritte auf ein Minimum beschränken.
Im Dezember 2008 musste Jean einen Staatsbesuch in Europa abbrechen, um in Kanada eine politische Krise abzuwenden. Die regierende Konservative Partei von Premierminister Stephen Harper verfügte nach der Unterhauswahl 2008 nicht über die Mehrheit im Unterhaus. Die Oppositionsparteien drohten mit einem Misstrauensvotum und der Bildung einer Koalitionsregierung. Einem Präzedenzfall folgend, akzeptierte Jean nach zweistündiger Beratung Harpers Bitte, den Parlamentsbetrieb bis Ende Januar 2009 zu suspendieren. Hätte sie diesen Wunsch ausgeschlagen, so hätte sie die Möglichkeit gehabt, entweder die Opposition mit der Regierungsbildung zu beauftragen oder nach nur vier Monaten erneut Wahlen auszurufen. Jean nahm im Dezember 2009 auf Bitte Harpers eine weitere umstrittene Suspendierung des Parlamentsbetriebs vor, die bis Ende Februar 2010 dauerte. Harper begründete dies damit, dass die Regierung angesichts der Wirtschaftskrise mehr Zeit benötige, um einen Wirtschaftsplan auszuarbeiten. Die Opposition warf der Regierung vor, sie wolle lediglich unbequemen Fragen ausweichen. Diese betrafen die Folterung mehrerer afghanischer Gefangener, die das kanadische Militär an den afghanischen Geheimdienst ausgeliefert hatte.
Im Mai 2009 sorgte Jean international für Schlagzeilen, als sie während eines Besuches bei den Inuit ein rohes Robbenherz aß. Damit positionierte sie sich als Befürworterin der umstrittenen Robbenjagd und setzte ein Zeichen gegen das kurz zuvor von der Europäischen Union erlassene Importverbot von kanadischen Robbenprodukten. Nach dem Erdbeben in Haiti im Januar 2010, das insbesondere in ihren Heimatstädten Port-au-Prince und Jacmel verheerende Schäden anrichtete, setzte sich Jean in hohem Maße für die Opfer ein. Am 12. Februar 2010 eröffnete sie die Olympischen Winterspiele in Vancouver.
Im Juni 2010 teilte UNO-Generalsekretär Ban Ki-moon mit, dass er Jean zur Sonderbotschafterin der UNESCO für Haiti ernannt habe. In dieser Funktion werde sie dazu beitragen, in Haiti Armut und Analphabetismus zu bekämpfen sowie weltweit für die nach ihr benannte Stiftung Spenden zu sammeln. Jean trat ihr neues Amt am 1. Oktober 2010 an; ihr Nachfolger als Generalgouverneur ist David Johnston.